# 伊東栄
伊東 榮（いとう さかえ）は、日本の化粧品メーカー伊東胡蝶園の創業家の親子二代の名跡である。
1. 初代 伊東榮 ⇒ #初代
2. 二代 伊東榮 ⇒ #二代目

## 初代
初代伊東 榮（いとう さかえ、1846年12月1日 - 1911年2月23日）は、日本の官吏、実業家である。「御園白粉」で知られる化粧品メーカー伊東胡蝶園（第二次世界大戦後のパピリオの前身）を興したことで知られる。

### 人物・来歴
1846年12月1日（弘化3年11月15日）、江戸 （現在の東京都千代田区・中央区の範囲）に、ドイツの医師・博物学者のフィリップ・フランツ・フォン・シーボルトに学んだ「近代医学の父」と呼ばれる蘭方医・伊東玄朴の四男・正保（まさやす）として生まれる。横浜仏語伝習所でフランス語等を学んだ。やがて栄之助（えいのすけ）、栄（さかえ）と名乗る。
1869年（旧暦 明治2年）、22歳のころ、民部省管轄（のち工部省、海軍省管轄）の横須賀製鉄所に入所、1873年（明治6年）、26歳のころにヨーロッパに留学した。同年、長男・謙吉（のちの二代目伊東栄）が生まれる。
1889年（明治22年）、42歳のころに官吏を辞し、軍需品をあつかう商人に転身した。
1904年（明治37年）、岐阜県令・長谷部恕連の次男であり、フランス・パリから帰朝した化学者で、無鉛白粉の製造開発に成功した長谷部仲彦に協力して、東京市芝区（現在の東京都港区芝）で胡蝶園を創立した。1909年（明治42年）、胡蝶園を「伊東胡蝶園」に商号変更した。
1911年（明治44年）2月23日に脊髄炎のため死去した。満64歳没。

## 二代目
二代目伊東 榮（いとう さかえ、1873年8月 - 1929年7月28日）は、日本の実業家である。「御園白粉」で知られる伊東胡蝶園を父とともに経営し、やがて二代目を名乗り、出版社「玄文社」を起こして出版事業も行ったことで知られる。

### 人物・来歴
1873年（明治6年）8月、当時ヨーロッパ留学中の官吏・伊東栄の長男・謙吉として生まれる。父が商人に転身したのち、慶應義塾、東京高等商業学校（現一橋大学）を卒業した。
1904年（明治37年）、30歳のころ、父が同年に57歳で起こした化粧品メーカー「胡蝶園」で、父と協力して「御園白粉」等の製造に従事した。1909年（明治42年）、胡蝶園を「伊東胡蝶園」に商号変更した。当時はのちに「ミツワ石鹸」で知られる丸見屋が総代理店として販売していた。
1911年（明治44年）2月23日、父・伊東栄が満64歳で没し、38歳で「伊東胡蝶園」を継ぎ、「二代目伊東栄」を襲名した。5年後の1916年（大正5年）、出版社「玄文社」を設立、主幹に結城無二三の長男・結城禮一郎を採用、『新演芸』（主筆岡村柿紅）、『新家庭』、『花形』、『詩聖』といった雑誌を発行し、多数の書籍を出版し、玄文社は1926年（大正15年）ごろ廃業した。
1925年（大正14年）、丸見屋との総代理店契約を解消し、伊東胡蝶園が販売も行うこととした。
1929年（昭和4年）7月28日、死去した。満56歳没。

## 関連事項
- 伊東胡蝶園
- 小林富次郎
- 平尾聚泉
- 中山太一

## 註
1. 1 2 3 4 5 6 7 8 9 10 11 12  コトバンクサイト内の記事「伊東栄」の記述を参照。
2. ↑  服部敏良『事典有名人の死亡診断 近代編』付録「近代有名人の死因一覧」（吉川弘文館、2010年）4頁